# Cesano Maderno
Cesano Maderno é uma comuna italiana da região da Lombardia, província de Monza e Brianza, com cerca de 32.802 habitantes. Estende-se por uma área de 11 km², tendo uma densidade populacional de 2982 hab/km². Faz fronteira com Seregno, Seveso, Cogliate, Ceriano Laghetto, Desio, Bovisio-Masciago.

## Demografia
| Variação demográfica do município entre 1861 e 2011                               |
|                                                                                   |
| Fonte: Istituto Nazionale di Statistica (ISTAT) - Elaboração gráfica da Wikipedia |